# Antonia Hodak
Antonia Hodak (* 12. September 1984) ist eine kroatische Fußballspielerin.
Hodak debütierte am 14. Mai 2003 in einem Freundschaftsspiel gegen die Auswahl von Slowenien. Die Kroatinnen siegten mit 5:0 Toren. Weitere Berufungen folgten bisher nicht.